# Zubné
Zubné (em húngaro: Tölgyeshegy) é um município da Eslováquia, situado no distrito de Humenné, na região de Prešov. Tem 19,55 km² de área e sua população em 2018 foi estimada em 362 habitantes.

## Demografia
| Ano:        | 1994 | 2004   | 2014   | 2024   |
| ----------- | ---- | ------ | ------ | ------ |
| Broj ljudi: | 387  | 386    | 367    | 349    |
| Razlika:    |      | -0,25% | -4,92% | -4,90% |

| Ano:               | 2023 | 2024   |
| ------------------ | ---- | ------ |
| Número de pessoas: | 347  | 349    |
| Diferença:         |      | +0,57% |